# Deising (Riedenburg)
Deising ist einer von 44 amtlich benannten Ortsteilen der im Landkreis Kelheim gelegenen niederbayerischen Stadt Riedenburg.

## Geografie
Das Kirchdorf befindet sich etwa fünfeinhalb Kilometer nordwestlich von Riedenburg und liegt auf einer Höhe von 359 m ü. NHN. Westlich des Ortes beginnt mit dem Naturwald Buchenwälder in der südlichen Frankenalb eines der größten Waldschutzgebiete Bayerns.

## Geschichte
Es wird vermutet, dass die Ortskirche St. Nikolaus mit ihrem mächtigen Treppengiebel im Mittelalter Teil einer Burg gewesen ist. Das Auftreten eines Ortsadels lässt sich mit dem zwischen 1147 und 1160 auftretenden „Ainwic de Tosingen“, der mehrmals Zeuge in Traditionen des Klosters Prüfening war, nachweisen. Durch die zu Beginn des 19. Jahrhunderts im Königreich Bayern durchgeführten Verwaltungsreformen entstand die Gemeinde Deising mit den zugehörigen Orten Deising, Fischhof und Martlhof. Sie wurde 1946 nach Meihern eingemeindet. Diese Gemeinde bestand bis dahin aus dem Dorf Flügelsberg und der Weiler Sankt Gregor. Im Zuge der in den 1970er Jahren durchgeführten kommunalen Gebietsreform in Bayern wurde am 1. April 1971 zunächst die Gemeinde Altmühlmünster (mit dem Weiler Laubfeld (Laubhof), sowie den drei Einöden Ambergerhof, Eggmühl und Mühlthal) in die Gemeinde Meihern aufgenommen, wobei Martlhof und Mühlthal später zu der damals noch selbstständigen Gemeinde Zell umgemeindet wurden. Am 1. Januar 1978 wurde die dann noch verbleibende Gemeinde Meihern vollständig in die Stadt Riedenburg eingegliedert. Im Jahr 1987 zählte Deising 160 Einwohner.

## Verkehr
Die Anbindung an das öffentliche Straßenverkehrsnetz wird hauptsächlich durch die KEH 2 hergestellt, die von der auf dem jenseitigen Ufer der Altmühl verlaufenden Staatsstraße St 2230 abzweigt. Eine Zufahrt auf die Bundesautobahn 9 ist an der etwa 16 Kilometer westsüdwestlich der Ortschaft gelegenen Anschlussstelle Denkendorf möglich.

## Sehenswürdigkeiten

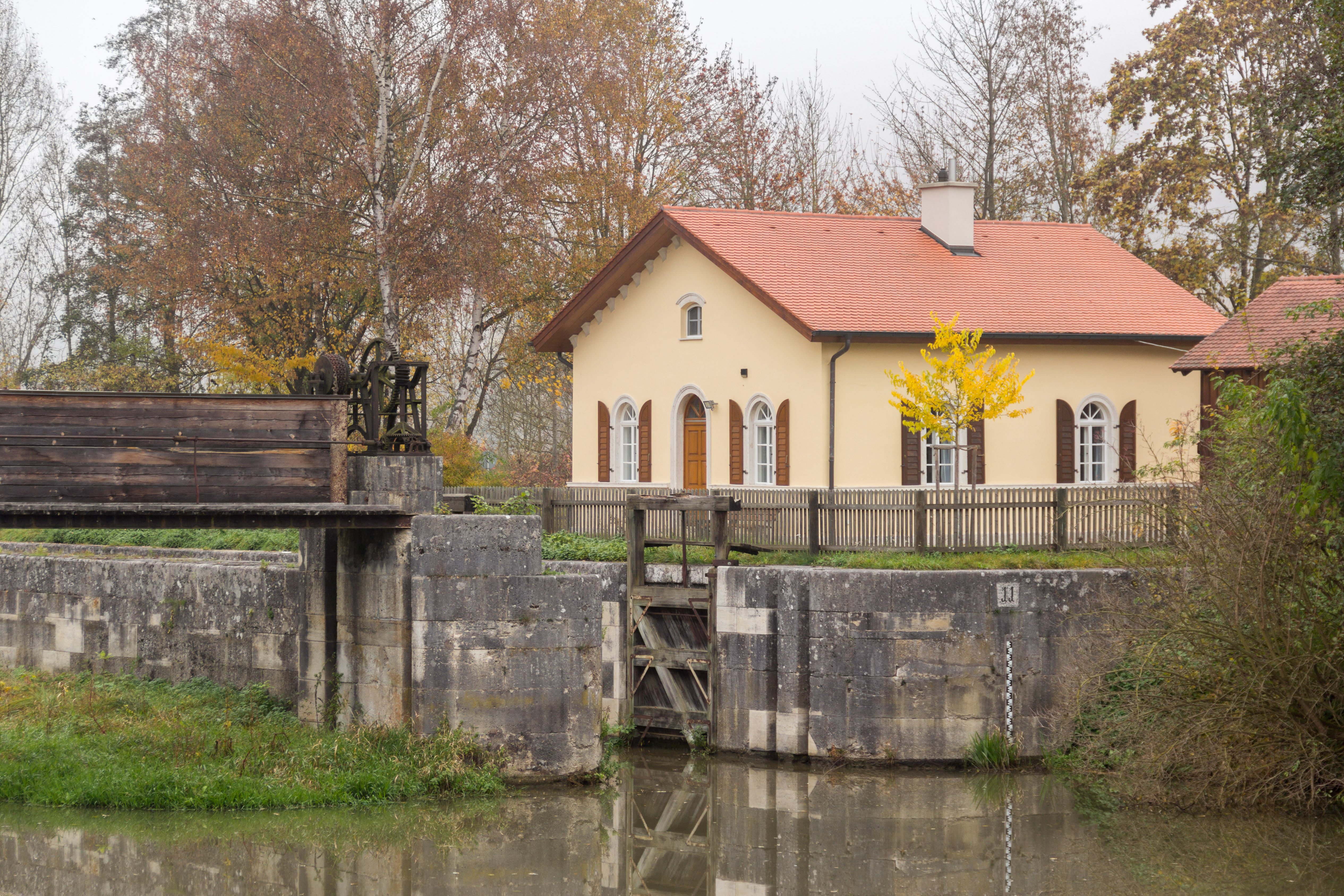
Die Schleuse 11 des
Ludwig-Donau-Main-Kanals

In Deising befinden sich vier Baudenkmäler, darunter u. a. die katholische Kirche Sankt Nikolaus und eine Schleuse des Ludwig-Donau-Main-Kanals.
- Siehe auch: Burg Deising
- Siehe auch: St. Nikolaus (Deising)

Siehe: Liste der Baudenkmäler in Deising